# إمامزادة علي أكبر (شهرضا)
إمامزادة علي أكبر هي قرية في مقاطعة شهرضا، إيران. عدد سكان هذه القرية هو 655 في سنة 2006.